# Hit Radio Namur
Hit Radio Namur est une station de radio créée le 4 janvier 2010 à Namur, en Belgique.
Elle s'adresse principalement aux jeunes de 13 à 35 ans.

## Historique
En juillet 2008, le Conseil supérieur de l'audiovisuel belge attribue la fréquence FM 94,9 MHz à Hit Radio Namur pour une durée de 9 ans.
En août 2009, la station diffuse ses premières émissions.
Le 4 janvier 2010, la station est officiellement lancée.